# Sebastião de Sousa e Melo
Sebastião de Sousa e Melo (Nova Iguaçu, 15 de abril de 1823 — Desterro, 1 de fevereiro de 1880) foi um político brasileiro.
Filho de Francisco Agostinho de Melo Sousa e Menezes e de Maria José de Sousa e Melo.
Foi engenheiro e oficial do Corpo do Exército Brasileiro. Major de engenheiros da Província (1870) e tenente-coronel de engenheiros (1874). Em 1861 era capitão de engenheiros, constando Carlos Othon Schlappal como seu ajudante.
Foi deputado à Assembléia Legislativa Provincial de Santa Catarina na 18ª legislatura (1870 — 1871) e na 23ª legislatura (1880 — 1881).